# Partito Popolare Sloveno
Il Partito Popolare Sloveno (in sloveno Slovenska ljudska stranka, acronimo SLS) è un partito sloveno di centro-destra membro del Partito Popolare Europeo.

## Storia
Il partito è nato nel 1988 con il nome di Lega Agricola Slovena (slov. Slovenska kmečka zveza) come primo partito democratico della Slovenia; la sua fondazione segnò l'inizio del processo di democratizzazione, chiamato "primavera slovena", che continuò con l'Affare JBTZ, la vittoria della Coalizione DEMOS alle prime elezioni democratiche del 1990 e la proclamazione dell'indipendenza della Slovenia nel 1991. Nel 1990 modificò il proprio nome in Lega Agricola Slovena - Partito Popolare e nel 1992 assunse il nome dello storico Partito Popolare Sloveno; nel 2000 ottenne il diritto legale di usare tale denominazione storica grazie all'unificazione con i Democratici Cristiani Sloveni di Lojze Peterle.
Tra il 1992 e il 1997 il partito rimase all'opposizione contro i primi tre governi di Janez Drnovšek, ma nel 1997 strinse un accordo di coalizione con la Democrazia Liberale di Slovenia che lo portò al governo. L'accordo fu duramente contestato dall'allora Partito Socialdemocratico Sloveno. Nel 2000 il Partito Popolare uscì dalla coalizione di governo, si fuse con i Democratici Cristiani Sloveni e formò un nuovo governo con i socialdemocratici di Janez Janša, guidato da Andrej Bajuk. Già dopo alcuni mesi un disaccordo sulla legge elettorale provocò lo scioglimento della coalizione di governo e la scissione del partito: molti ex cristiano-democratici fondarono infatti Nuova Slovenia. Alle elezioni del 2000 il partito subì una nettissima sconfitta, passando da 28 a 9 deputati nell'Assemblea Nazionale. Ciò nonostante entrò nel nuovo governo di centro-sinistra di Janez Drnovšek.
Alle elezioni politiche del 2004 il partito perse ulteriormente consensi, scendendo al 6,8% dei voti e 7 seggi nel parlamento. Entrò nel governo di centro-destra di Janez Janša (SDS), dove ottenne tre ministeri.
Alle politiche del 2008 i Popolari si allearono con gli ecologisti del Partito della Gioventù di Slovenia (SMS); l'alleanza ottenne appena il 5,2% dei voti e 5 seggi. Il partito tornò all'opposizione dopo più di 11 anni di governo.
Nel 2009 Radovan Žerjav divenne il nuovo presidente del partito. Žerjav adottò una linea più moderata rispetto al passato, cercando di dare l'immagine di un'opposizione costruttiva.
Alle elezioni del 2011, abbandonata l'alleanza con SMS, il partito ottenne il 6,9% dei voti e 6 seggi ed entrò del secondo governo di Janez Janša.

## Risultati elettorali
| Elezione                 | Voti                  | %                     | Seggi                 |
| Lega Agricola Slovena    | Lega Agricola Slovena | Lega Agricola Slovena | Lega Agricola Slovena |
| ------------------------ | --------------------- | --------------------- | --------------------- |
| Parlamentari 1990        | 135.808               | 12,6                  | 11 / 90               |
| Partito Popolare Sloveno |                       |                       |                       |
| Parlamentari 1992        | 103.300               | 8,69                  | 10 / 90               |
| Parlamentari 1996        | 207.186               | 19,38                 | 19 / 90               |
| Parlamentari 2000        | 102.691               | 9,54                  | 9 / 90                |
| Europee 2004             | 36.662                | 8,41                  | 0 / 8                 |
| Parlamentari 2004        | 66.032                | 6,82                  | 7 / 90                |
| Parlamentari 2008        | 54.809                | 5,21                  | 5 / 90                |
| Europee 2009             | 16.599                | 3,59                  | 0 / 8                 |
| Parlamentari 2011        | 75.311                | 6,83                  | 6 / 90                |
| Europee 2014             | 66.760                | 16,60                 | 1 / 8                 |
| Parlamentari 2014        | 34.548                | 3,95                  | 0 / 90                |
| Parlamentari 2018        | 23.329                | 2,62                  | 0 / 90                |
| Europee 2019             | 126.534               | 26,25                 | 1 / 8                 |
| Parlamentari 2022        |                       |                       | 0 / 90                |
| 1. 2. 3.                 |                       |                       |                       |